# Jörg-Friedhelm Venzke
Jörg-Friedhelm Venzke (* 25. Mai 1952 in Hannover) ist ein deutscher Geograph und emeritierter Professor für Physische Geographie an der Universität Bremen.

## Leben
Venzke studierte Geographie, Biologie und Erziehungswissenschaften an der Gottfried Wilhelm Leibniz Universität Hannover auf Lehramt. Dort promovierte er mit einer Arbeit zur Geoökologischen Charakteristik der wüstenhaften Gebiete Islands (1982). Er wurde Hochschulassistent und Hochschuldozent an der Universität-Gesamthochschule Essen und habilitierte sich dort mit der Arbeit Beiträge zur Geoökologie der borealen Landschaftszone. Geländeklimatologische und pedologische Studien in Nord-Schweden (1990). Seit 1994 ist er Professor für Physische Geographie an der Universität Bremen.
Im Oktober 2014 wurde Venzke von der Uni Bremen in den Ruhestand entlassen.

## Arbeit
Die Forschungsschwerpunkte Jörg-Friedhelm Venzkes sind die physiogeographischen und funktionellen Aspekten borealer Nadelwälder. Er ist stark in die Lehre des Bachelor-Studienganges Geographie im Fachbereich 08 der Universität Bremen eingebunden.